# Erich Haenisch
Erich Haenisch (Berlin, 1880. augusztus 27. – Stuttgart, 1966. december 21.; kínai neve pinjin hangsúlyjelekkel: Hǎi Níshì; magyar népszerű: Haj Ni-si; kínaiul: 海尼士) német sinológus, mongolista és mandzsuista. Wilhelm Grube tanítványa volt.

## Élete és munkássága
Erich Haenisch 1913-tól a Berlini Egyetem oktatója, majd 1920-tól docense volt. 1925-től rövid ideig a Göttingeni Egyetemen is tartott előadásokat, de még ebben az évben átment a Lipcsei Egyetemre. 1932-ben tért vissza a Berlini Egyetemre, ahol a kínai fakultás professzora lett. Ezzel párhuzamosan, 1927-től 1951-ig a müncheni Lajos–Miksa Egyetem kelet-ázsiai kultúra és nyelvészet professzora is volt. Kiterjedt nemzetközi kapcsolatokkal rendelkezett, számos külföldi sinológussal szoros szakmai, baráti viszonyt ápolt.
A nevéhez fűződő klasszikus kínai nyelvkönyv hosszú évtizedekig alaptankönyvnek számított nem csupán a német nyelvű országokban, hanem a magyar sinológus-képzésben is. Kiemelkedő és úttörő munkát végezett A mongolok titkos történetének német nyelvű fordításával és elemzésével.
Haenisch volt az egyetlen német sinológus, aki személyesen igyekezett a hatóságoknál közbenjárni, francia sinológus kollégája, Henri Maspero szabadon bocsátása érdekében, akit a buchenwaldi koncentrációs táborba hurcoltak. Masperót és feleségét 1944. július 26-án tartóztatta le a Gestapo, mert a fiuk aktívan részt vett a francia ellenállás tevékenységében. Haenisch erőfeszítései azonban nem jártak eredménnyel, Maspero 1945. március 17-én elhunyt Buchenwaldban.